# アメリカコヒオドシ
アメリカコヒオドシ（Aglais milberti）は、チョウ目（鱗翅目）アゲハチョウ上科タテハチョウ科に属するチョウの一種。

## 概要

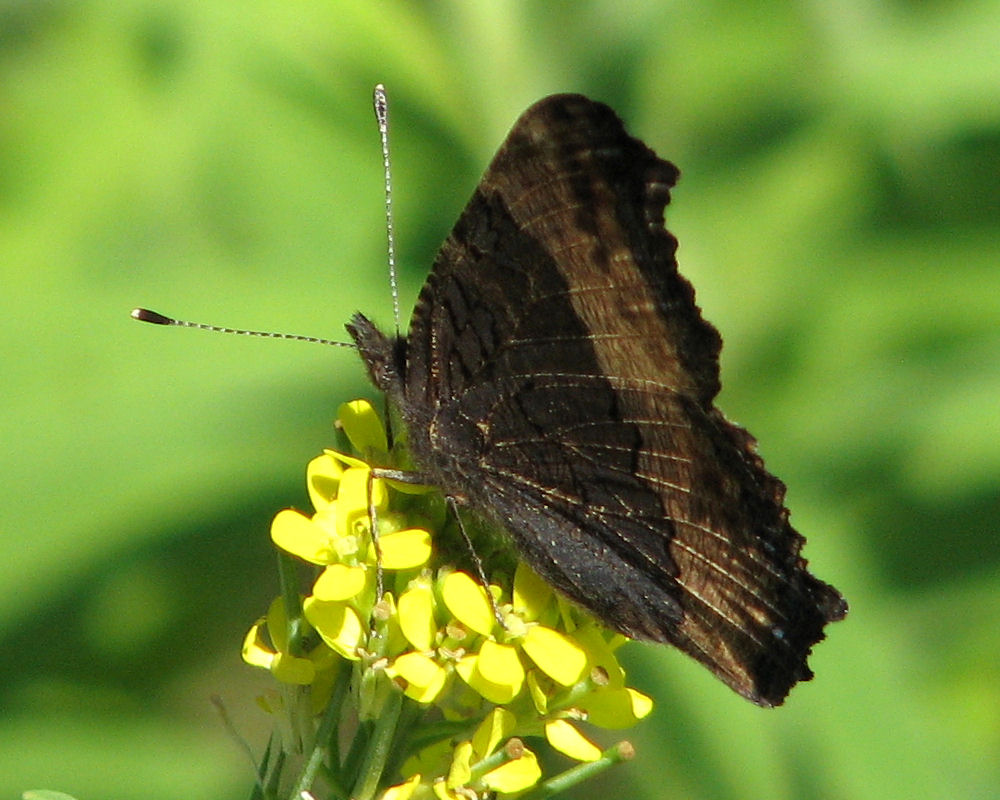
成虫の翅の裏

種小名milbertiはこの種を記載した19世紀のフランスの昆虫学者 ジャン＝バティスト・ゴダールの友人の名に因むとされる。成虫の前翅の先端は四角く上面は黒で幅広いオレンジ色の亜縁帯があり、帯の内側の縁は黄色を呈する。黒色の基部には2つのオレンジ色の斑点がみられる。両翼の縁は狭く黒色をしており、後翼の縁には青い斑点がいくつか存在する場合がある。裏面は基部が暗褐色で縁に向かって明るい褐色をしている。幼虫は成熟段階では黒色で、背中と側面に枝分かれした棘がある。背側の棘列は腹部の第2節から始まり、若齢幼虫には小さな白い斑点とオレンジ色の斑点が密集しており、背側の断続的な線を形成する。腹側は青白い色をしている。

## 分布
主に北米の北西部に分布する。アラスカ南部から東はニューファンドランド島とウェストバージニア州、南はカリフォルニア州、ネバダ州、ニューメキシコ州まで分布し、米国西部全域と米国北東部、ツンドラ地帯の南にあるカナダの州も含む。垂直分布はカリフォルニア州では標高3990m、コロラド州では標高 4206m以下という報告がある。
アメリカコヒオドシは様々な生息環境に適応できるが、食草の存在と気候耐性によって生息地が制限される。湿った牧草地や野原、沼地、森林の小道、川岸、森林に隣接する湿地帯でよく見られる。

## 生活史
アメリカコヒオドシは飛ぶ力が強く、縄張り内を素早く飛ぶ。春に発生するオスは主に午後に低木の後ろや丸太の上に止まり通り過ぎるメスを待つが、秋に発生するオスは丘の上に止まる行動は見られない。幼虫は主にセイヨウイラクサやアオミズなどのイラクサ科植物の葉を食草とするが、稀にヒマワリ、スグリ属、ヤナギも食べることもある。成虫は主に樹液、腐った果実、動物の糞に集まりその汁を吸う。またセイタカアワダチソウ、ライラック、イヌタデ、トウワタなどの様々な花から蜜を吸うこともある。
半渡り性で、米国西部の山岳地帯では季節的な移動を行い、夏には斜面を上り、秋には斜面を下る。極北および高地では7月下旬に1回発生し、6月まで越冬する。低地および東部では6月下旬から8月上旬と8月下旬に2回発生し、5月まで越冬する。オレゴン州およびワシントン州では1月中旬から10月上旬に飛行し、4月から6月と7月から8月にピークを迎える。成虫は小屋、薪の山、樹皮の下で越冬するが、時期によっては蛹の状態で越冬することもある。
雌は食草に数百個の卵を産む。卵は約5～日で孵化し、孵化後約21日で蛹になる。5齢幼虫は宿主植物から離れて蛹になり、約7日で蛹から羽化する。若齢幼虫は群生し食草に巣を作り生活するが、4、５齢幼虫は通常単独で生活する。

## 日本での記録
アメリカ原産であり日本には生息していないとされるが、昭和期には我が国で採集されたという報告がいくつか存在する。最初の報告は山形の赤山で採集されたものであり、日本鱗翅学会の連絡誌『やどりが』に掲載された前田邦夫の論文(1971)に詳しい。

### 最初の報告
1934年6月19日、山形県南村山郡上山町（現上山市）の赤山(標高310m)で、1人の昆虫少年が色が褪せたコヒオドシを採集した。この少年は後に山形県衛生研究所の細菌血清科科長を務めるなど我が国の細菌学の発展に貢献した小野精美である。同じ昆虫青年であった白畑孝太郎は、小野の家を訪れ生きた蝶を観察しその戦果を祝った。彼はコヒオドシがまだいるに違いないと思い、再び周辺の山に入って採集計画を企てるも、当時の勤務が忙しく、また当時戦時中であったため、その混乱により何年も採集することはできなかった。
戦後、酒田市に移り住んだ白畑はロッキー産のアメリカコヒオドシの標本を入手した。彼はこのコヒオドシの斑紋が、小野少年が採集した個体と一致していることに気づき驚愕した。コヒオドシの前翅には通常2つの黒斑が存在するが、アメリカコヒオドシはそれを欠いており、前翅内半は一様な竭色を呈している。この個体が現在確認できる唯一の標本である。
日本産のコヒオドシ(Aglais urticae)は北海道(亜種小名connexa)および日本アルプス周辺(亜種小名esakii)に生息し山形ではほとんど見られない。この採集記録について前田は3つの仮説を立てている。１つめはアメリカに分布している個体が何らかの理由で飛来した、あるいは蛹および成虫がアメリカからの物資によって越冬中に運ばれた、または誰かが飼育していた個体が逸走し、偶然採集できたとする考えであり、2つ目は、日本産のコヒオドシの迷蝶もしくは山形県産の個体群かつ異常型とする考え、3つ目は日本にもアメリカコヒオドシの別亜種もしくはそのものか、あるいは未記載の新種がそこに生息していたとする考えである。また彼はこの中でアメリカコヒオドシにミチノクコヒオドシという異称を名付けている。
蝶の研究で知られた昆虫学者の白水隆は、この蝶が東北地方に土着するコヒオドシの一亜種であるという見解を示し、1962年に出版した『原色日本蝶類幼虫大図鑑2』には「東北地方の一部(岩手県下)に産する」 という記述がみられる。また1983年に出版された福田晴夫の著書『原色日本蝶類生態図鑑２』にはアメリカコヒオドシの異称としてヤンキーコヒオドシの名がみられる。
東北のコヒオドシに関する情報を集めていた会員の伊勢利希は、1970年、有志の連絡誌に『秋田県の幻の蝶一その1ーコヒオドシ』と題した見聞を発表した。以下はその記述であるが、信憑性は定かではない。
- 粟駒山での採集記録

1965年の7月、当時高校生であった奥民人が友人と栗駒山でコヒオドシを採集した。帰宅後図鑑で調べたところ前翅の黒帯が図鑑の写真と異なっていることに気づいたが特に気にしなかったという。卒業時に母校の科学教室に寄贈したものの、その後火災により標本は失われたという。
- 秋田駒ケ岳での採集記録

1955年頃、大久保という人物が友人と秋田駒ケ岳でコヒオドシらしき蝶を３頭採集した。通常のコヒオドシと前翅の模様が異なっていたが、特に驚きはしなかった。これは伊勢が秋田県在住の佐々木明夫会員から聞かれた話で、大久保という人物は佐々木が在学当時から知っていた人物だという。これらの標本も現在消息不明である。
- その他

秋田駒ケ岳山頂付近で採集した話、八幡平山腹で目撃した話、十和田湖の湖畔で写真に撮られた話などが存在するが、いずれも信憑性には欠ける。

### 考察
アメリカコヒオドシと思わしき蝶が採集されたのは人里離れた山中であり、人為的に移入されたということは考えにくい。また北米から日本に飛来するには風向が逆であり、そもそもアメリカコヒオドシにこのような長距離の渡りをする能力があるとは言えず、北米からの迷蝶であるとも考えづらい。そのため第3の仮説である、遥か昔からそこに存在していたという説が最も有力であり、前田もこれを支持している。会員の黒沢良彦は、東北地方にアメリカコヒオドシまたはこれに類似した種類が実在したと仮定した場合、このような種類が日本に侵入した経路は次のようであったと推定している。
- 中新世の後期にアンガラ大陸(シベリア大陸) に生じたAglais属の祖型が、次の鮮新世にアルプス造山運動によって分化し、暖地に生き残った個体群が共通祖先になってヒマラヤの南斜面に追いやられ、北方に残ったものは寒冷地に適応した個体群の祖型となって東北北方に分布を拡げた。 この個体群は現在のアメリカコヒオドシに近縁であったと考えられる。その後東西に二分し、西のものは中国亜種chinensisの祖型になり中国西部からチベットにかけての地域を占め、東のものはアメリカコヒオドシの祖型となって極東から北米にかけての広い地域を占めたと推定される。日本のアメリカコヒオドシが局所的に分布するのに対し北米には広範囲に分布しているのは、日本では後に侵入してきたコヒオドシとの競合に敗れたからで、北米にはそのような競合種がいなかっため分布域が拡大したからであると考えられる。

論文の考察として前田は「東北地方のかなり広い範囲にわたって、A.urticae connexaとは異なるある種の「コヒオドシ」が棲息している、と考えるのが最も自然ではないだろうか。白水博士も、伊勢氏も、そしてこの話題を編集部に御教示下さった黒沢良彦博士および尾本恵市氏も棲息説をとっておられる。そしてまた記者もこれを信ぜざるを得ない。」という見解を示している。
1968年9月10日、会員の加藤和彦が吾妻山自布高湯付近でコヒオドシと思われる蝶を採集した。この個体の標本は日本産コヒオドシの斑紋パターンを表現しており、アメリカコヒオドシではないという結論に至っている。
2006年に出版された白水の蝶類図鑑『日本産蝶類標準図鑑』には、本種の名前のみリストに記載されており、採集記録に関する記述は見られないが、コヒオドシの説明文に「東北地方（岩手・秋田・山形）の山地でもきわめてまれに採集されるが、この地域で採れるものには本州中部あるいは北海道産のものとは斑紋の異なる」と書かれている。現在では日本におけるアメリカコヒオドシの記録は見られず、かつての記録は誤報とされているが、現在でも謎めいたUMA蝶として再発見を期待している者もいる。